# Охотничий ручей
Охо́тничий ручей — малая река в районе Сокольники Восточного административного округа Москвы, правый приток Яузы. Русло ручья заключено в подземный коллектор, верховья засыпаны.
Длина реки составляет 1,5 км. Водоток начинался возле Охотничьего пруда, в честь которого ручей получил своё наименование. Водоём, в свою очередь, назван по поселению царских ловчих, которое находилось на этой территории в XVII веке. Устье расположено к востоку от Сокольников.